# Jules Tygiel
Jules Tygiel, né le 9 mars 1949 à Brooklyn et décédé le 1er juillet 2008 à San Francisco d'un cancer, est un historien américain. 

## Biographie
Professeur pendant 30 ans à la San Francisco State University après avoir enseigné à l'Université du Tennessee et à l'Université de Virginie, il se consacre notamment à l'étude de la Grande Dépression. Passionné de baseball, il signe également des ouvrages importants sur l'histoire de ce sport. Il consacre une biographie à Jackie Robinson, son joueur préféré : Baseball’s Great Experiment: Jackie Robinson and His Legacy, qui est classé 50e meilleur livre de sport du XXe siècle par Sports Illustrated. Past Time: Baseball as History est récompensé par la médaille Seymour en 2001. En 2010, il fait partie de la promotion inaugurale du Henry Chadwick Award de la SABR.